# Livingstone Bramble
Livingstone Bramble, o Ras-I Alujah, secondo il nome assunto dopo la sua conversione al rastafarianesimo (Saint Kitts e Nevis, 3 settembre 1960 – 22 marzo 2025), è stato un pugile nevisiano, campione mondiale WBA (1984-1986) dei pesi leggeri.

## Carriera
Bramble ebbe la possibilità di conquistare un titolo mondiale il 1º giugno 1984 quando la WBA lo designò a contendere a Ray "Boom Boom" Mancini il titolo dei pesi leggeri. Salì sul ring di Buffalo con un record di 20 vittorie di cui tredici prima del limite e una sola sconfitta. Già al primo round inferse una ferita a Mancini e poi si aggiudicò la cintura di campione del mondo WBA per knock-out tecnico al quattordicesimo round. Fu il primo pugile della sua nazione a indossare una cintura mondiale di pugilato.
Dopo aver battuto Edwin Curet ai punti in dieci riprese in un match senza titolo in palio, Bramble concesse a Mancini la rivincita il 16 febbraio 1985, a Reno. Il caraibico si aggiudicò l’incontro ai punti in quindici riprese con verdetto unanime.
Esattamente un anno dopo, Bramble sconfisse lo sfidante numero uno della WBA, Tyrone Crawley, per KO al tredicesimo round.
Nel frattempo erano in corso trattative per l’unificazione del titolo mondiale dei leggeri con il campione mondiale WBC Héctor Camacho e quello IBF Jimmy Paul. Sorprendentemente però, Bramble fu sconfitto a Miami per KO al secondo round da Edwin Rosario, predecessore di Camacho sul trono WBC e perse la cintura mondiale WBA.
Dopo questa sconfitta, Bramble ha conquistato la cintura di campione nordamericano dei pesi superleggeri battendo per Kot alla seconda ripresa ad Atlantic City  l’ex sfidante al titolo mondiale della categoria Harold Brazier. Difese vittoriosamente il titolo una volta, poi lo perse ai punti con verdetto contrastato contro Santos Cardona.
Il 14 marzo 1993, a Las Vegas, perse contro l’ex campione del mondo dei superleggeri Roger Mayweather, per squalifica al quinto round. Combatté ancora per altri dieci anni con risultati non esaltanti che sporcarono un record sino ad allora di tutto rispetto. Poi, all'età di quarantadue anni di cui oltre 22 di carriera, abbandonò il pugilato.